# مقاطعة بلاتي (وايومنغ)
مقاطعة بلاتي (بالإنجليزية: Platte County)‏ هي إحدى مقاطعات ولاية وايومنغ في الولايات المتحدة الأمريكية.